# Unión Libre
Unión Libre - Cadernos de vida e culturas é uma revista galega de criação e pensamento aberta a temas vitais e interculturais desde uma perspectiva de avançada nova e libertária, com especial atenção à memória histórica e com um design artístico integral. Coordenada desde Lugo por Carmen Blanco e Claudio Rodríguez Fer, conta com um comitê de redação internacional composto por Xosé Luís Axeitos, Vsévolod Bagno, Diana Conchado, Carme Junyent, Lily Litvak, María Lopo, Kathleen N. March e Olga Novo. Ilustrada por diversos artistas (desde Isaac Díaz Pardo a Sara Lamas), contou com a colaboração de escritores galegos e não galegos, como Luz Pozo Garza, José Ángel Valente, Noam Chomsky, Juan Goytisolo, Antonio Gamoneda, Ana Hatherly, Sergio Lima ou Joan Brossa. Apresenta, além disso, tradução ao galego dos clássicos eróticos latinos e de autores contemporâneos como Hölderlin, Rimbaud ou Dylan Thomas. Publica-se anualmente, desde 1996, em Ediciós do Castro, pelo geral centrando cada número em um tema monográfico:
- Nº 1:  Mulleres escritoras / Alquimia Rimbaud / Ser poeta / Poesía visual / Ruedo ibérico (1996)
- Nº 2:  Labirintos celtas / Dylan Thomas / Química Gamoneda / Amar india / Proceso Vega (1997)
- Nº 3:  Literaturas integrais / Hölderlin Valente / Visión Brossa / Díaz Pardo / Mundo pingüín (1998)
- Nº 4:  Erotismos (1999)
- Nº 5:  Cantares (2000)
- Nº 6:  Negritudes (2001)
- Nº 7:  Indíxenas (2002)
- Nº 8:  Paz (2003)
- Nº 9:  Memoria antifascista de Galicia (2004)
- Nº 10: Amores (2005)
- Nº 11: Vermellas (2006)
- Nº 12: Cinemas (2007)
- Nº 13: A voz das vítimas do 36 (2008)
- Nº 14: Lugares (2009)
- Nº 15: Meus amores celtas, de Claudio Rodríguez Fer (2010)
- Nº 16: Lobo amor, de Carmen Blanco (2011)
- Nº 17: Retrospectiva Sara Lamas (2012)
- Nº 18: Visións (2013)
- Nº 19: Ensaios en espiral, de María Lopo (2014)
- N.º 20: O vello cárcere de Lugo (1936-1946), de Cristina Fiaño (2015)
- N.º 21: A cabeleira multilingüe (Poema en 65 idiomas), de Claudio Rodríguez Fer (2016)
- N.º 22: No principio foi o pracer, de Olga Novo (2017)
- Nº 23: Calidoscopio romanés, de Adina Ioana Vladu (2018)
- Nº 24: Letras lilas, de Carmen Blanco (2019)

Ediciós do Castro, Sada (Corunha, Galiza). ISSN 1137-1250. Depósito legal C-1668-1996.